# Палата перів (Франція)
Палата перів (фр. Chambre des pairs) — верхня палата французького парламенту з 1814 по 1848 рік.

## Історія
Перство Франції було відтворено Хартією 1814 року одночасно з Реставрацією Бурбонів, хоча й на іншій основі, ніж у стародавнього режиму до 1789 року. Було створено нову Палату перів, яка була схожа на британську Палату лордів, і вона збиралася в Люксембурзькому палаці. Ця нова палата перів діяла як верхня палата французького парламенту. Як і Палата лордів, Палата перів також мала судову функцію, маючи право судити перів та інших видатних людей. Таким чином, він засудив маршала Нея до страти.
По-перше, Палата налічувала 154 члени, включаючи носіїв усіх збережених дореволюційних церковних (Реймс, Лангр і Шалон) і світських перів, за винятком герцогства Обіньї, яке належало іноземцю, британському герцогу Річмонд. Тринадцять перів також були прелатами.

## Відомі учасники

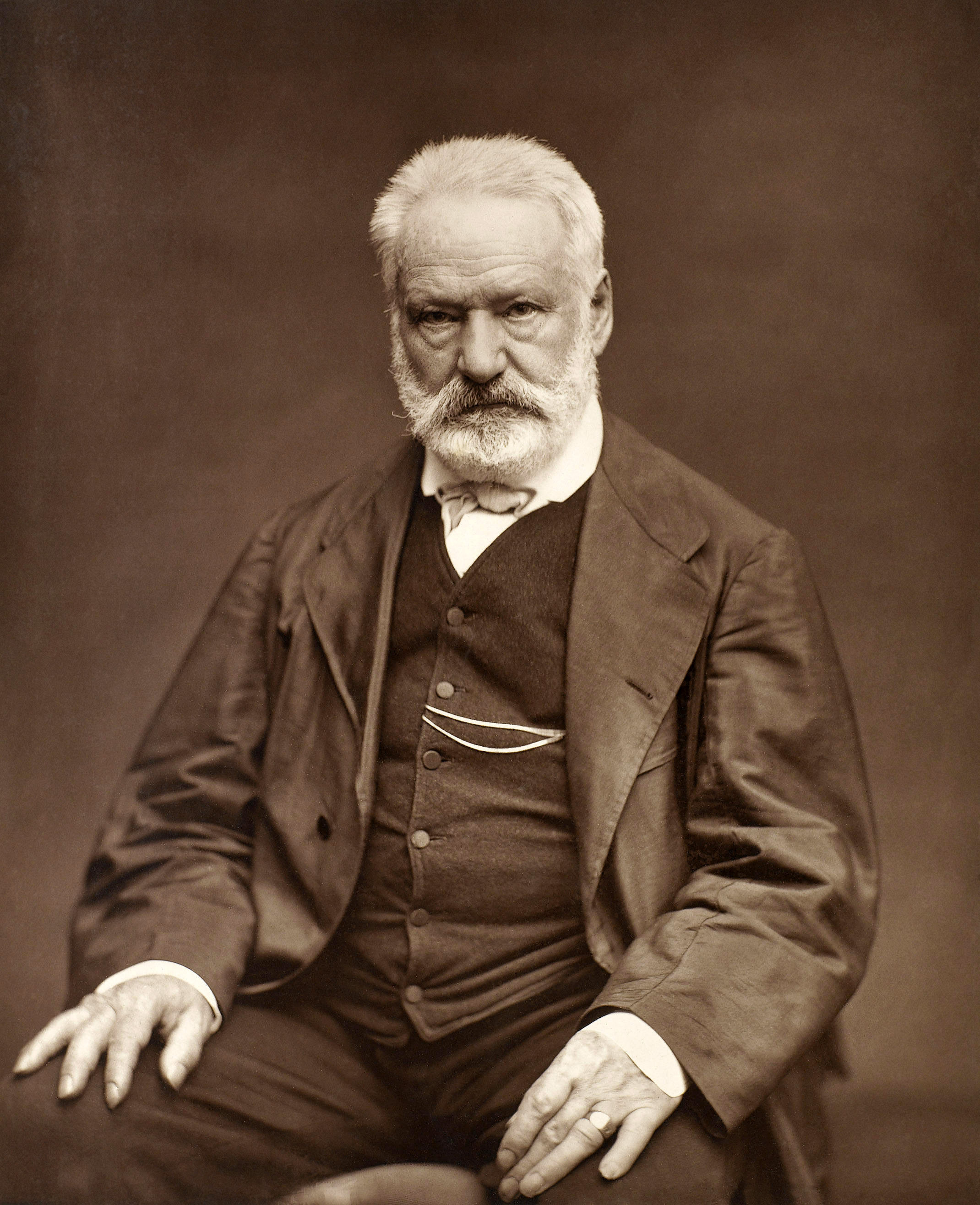
Віктор Гюго (1802–1885), прозаїк
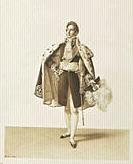
Коронація Карла X Французького перу Франції (Франсуа Йозеф Гейм)
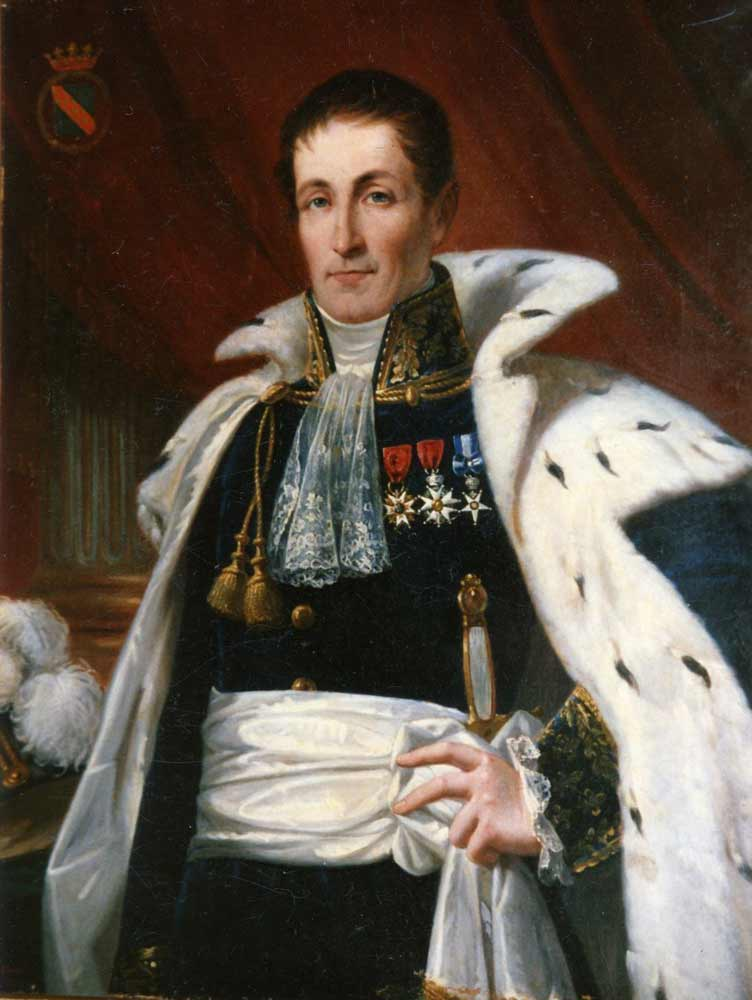
Луї-Марі-Франсуа де Ла Форест Дівон.
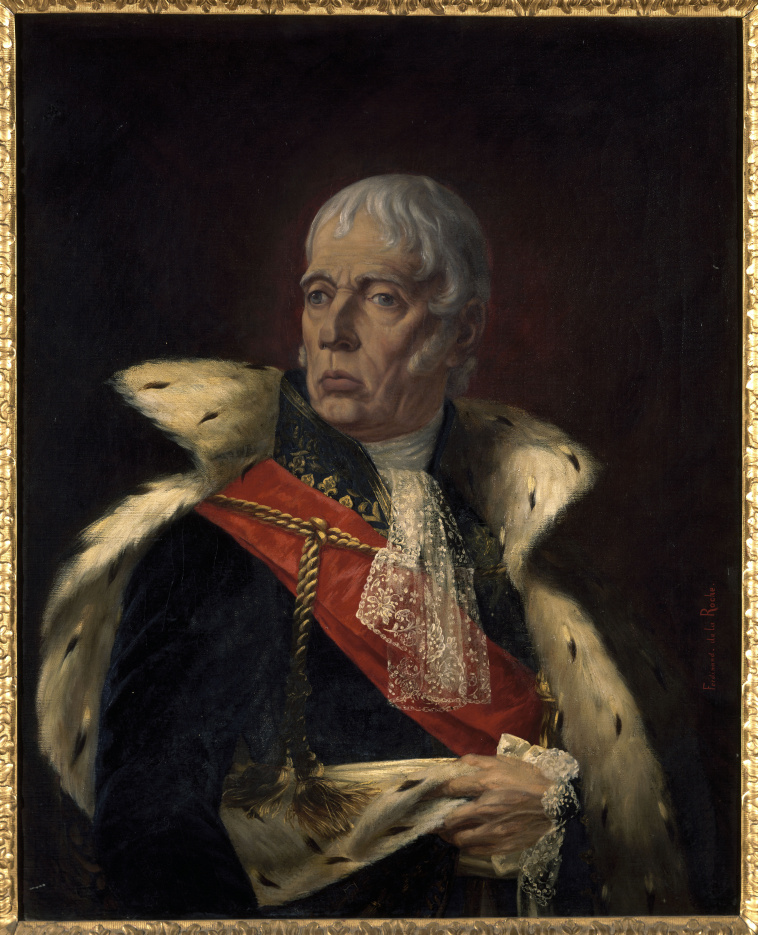
Граф Франсуа Марі д'Абовіль (Фердинанд де Ларош)
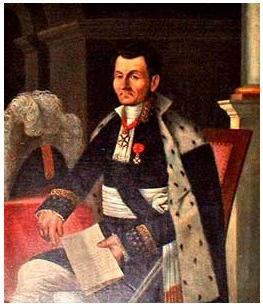
Клод-П'єр де Делей д'Аж'є
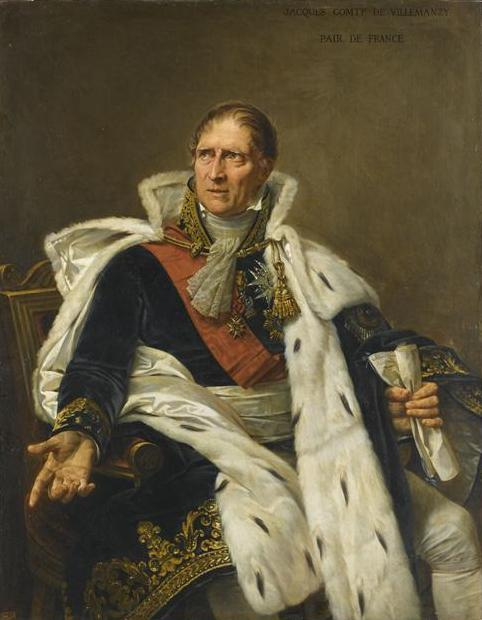
Жак-П'єр Орійяр де Вільманзі (1751–1830) (автор Антуан-Жан Гро)
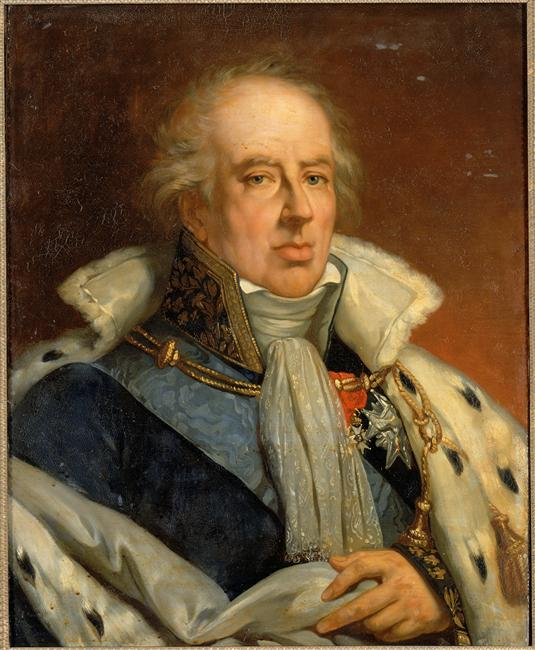
Франсуа Олександр Фредерік, герцог де Ларошфуко-Ліанкур (1747–1827)
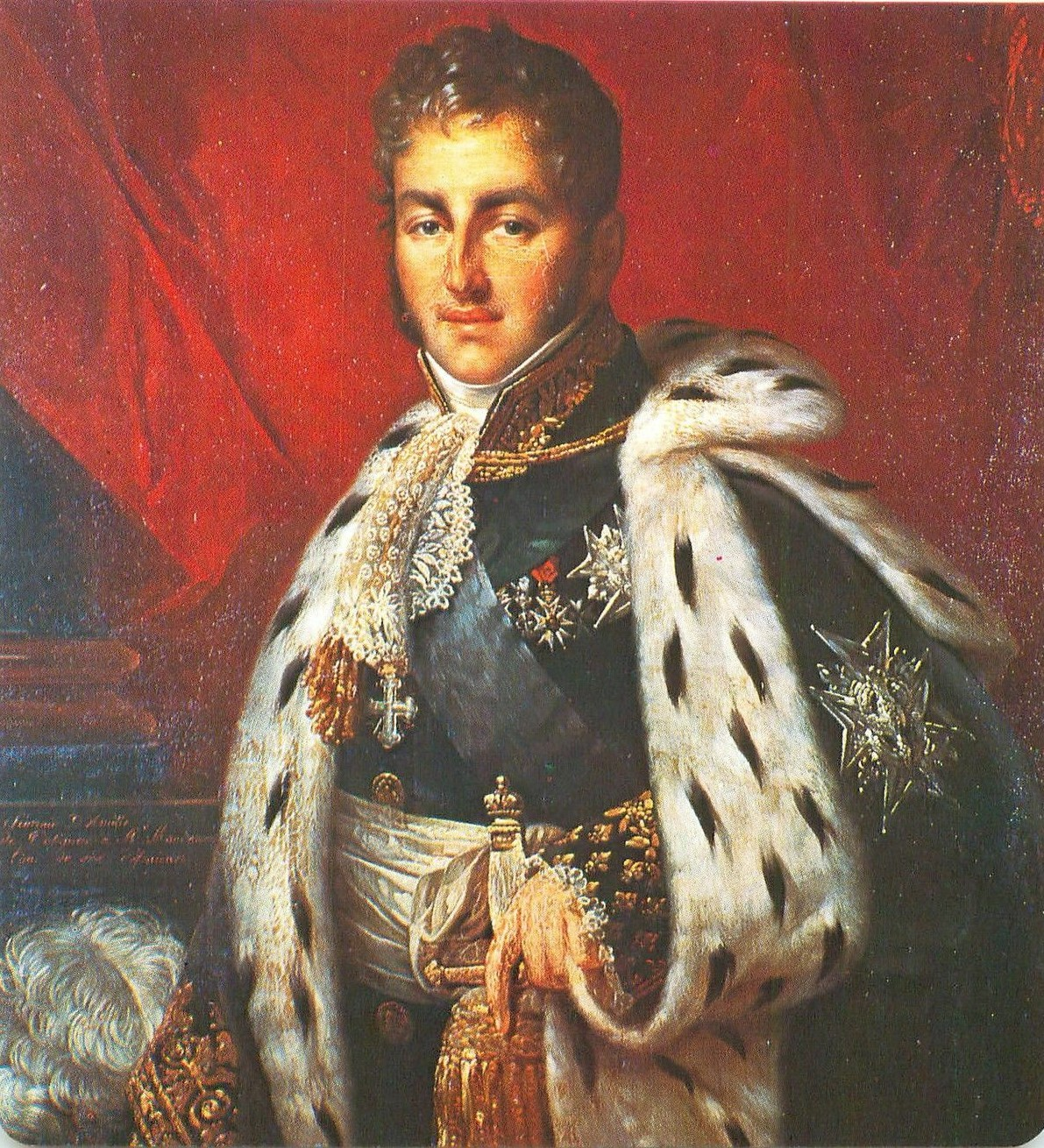
Жюль де Поліньяк (1780–1847)
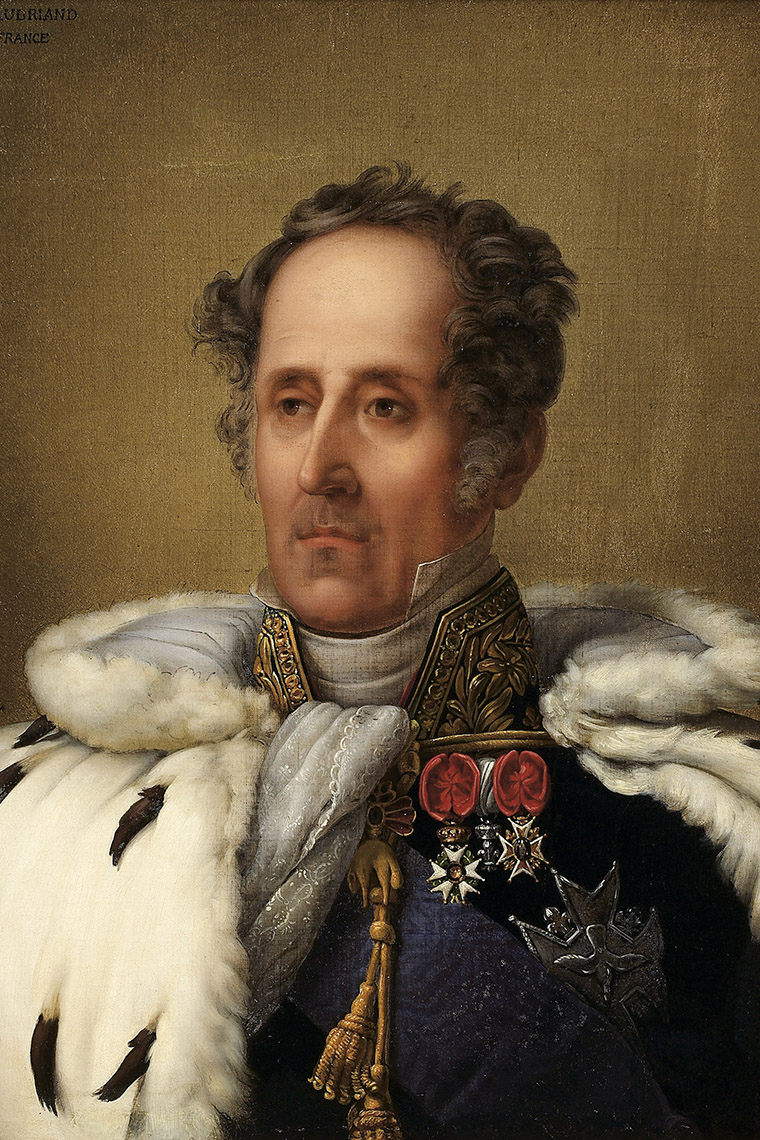
Франсуа-Рене де Шатобріан (1768–1848) (автор П’єр Луї Делаваль)
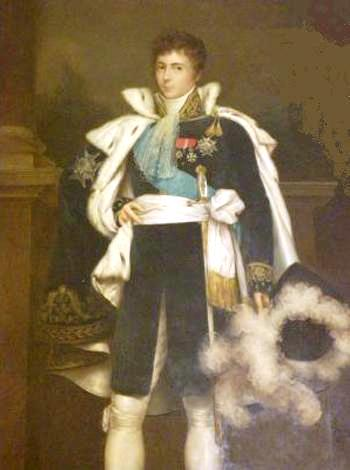
Анн-Віктор-Дені Юро (1767–1843), 7-й маркіз Вібреє
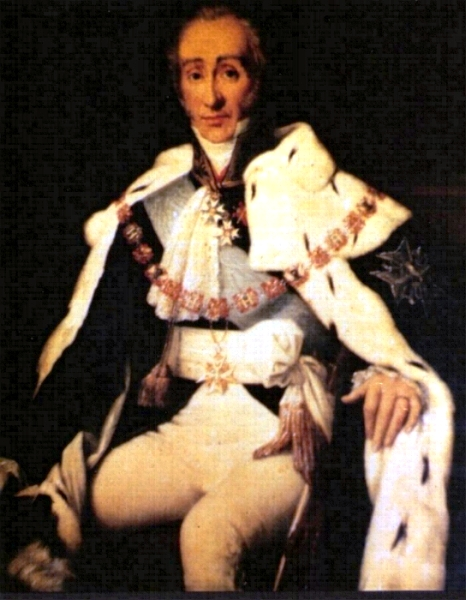
Луї Шарль П'єр Бонавентура, граф де Менар (1769–1842)
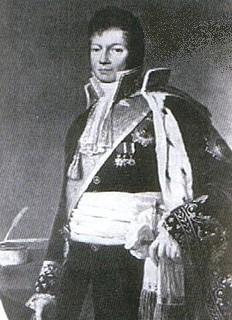
Габріель д'Аржузон (приписується Жак-Луї Давіду)
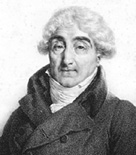
Раймон Дезез (1748–1828)
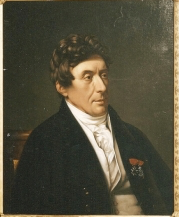
Луї де Бональд (1754-1840)